# Slatina (Plovdiv)
Slatina (Bulgaars: Слатина) is een dorp in de Bulgaarse gemeente Karlovo, oblast Plovdiv. Het dorp ligt hemelsbreed 61 km ten noorden van Plovdiv en 102 km ten oosten van Sofia.

## Bevolking
Op 31 december 2020 telde het dorp Slatina 792 inwoners. Het aantal inwoners vertoont al vele jaren een dalende trend: in 1965 had het dorp nog 1.650 inwoners.
|  |

In het dorp wonen vooral etnische Bulgaren, maar ook een significante minderheid van Roma en kleinere aantallen Turken. In de optionele volkstelling van 2011 identificeerden 767 van de 943 ondervraagden zichzelf als etnische Bulgaren, oftewel 81,3%. De overige inwoners identificeerden zichzelf vooral als etnische Roma (162 ondervraagden, oftewel 16,1%) of Turken (21 ondervraagden; 2,2%)
| Etnische samenstelling van de respondenten (2011) | Etnische samenstelling van de respondenten (2011) | Etnische samenstelling van de respondenten (2011) | Etnische samenstelling van de respondenten (2011) | Etnische samenstelling van de respondenten (2011) |
| ------------------------------------------------- | ------------------------------------------------- | ------------------------------------------------- | ------------------------------------------------- | ------------------------------------------------- |
|                                                   |                                                   |                                                   |                                                   |                                                   |
| Bulgaren                                          | Bulgaren                                          |                                                   | 81,3%                                             | 81,3%                                             |
| Turken                                            | Turken                                            |                                                   | 2,2%                                              | 2,2%                                              |
| Roma                                              | Roma                                              |                                                   | 16,1%                                             | 16,1%                                             |
| Anders/Onbekend                                   | Anders/Onbekend                                   |                                                   | 0,4%                                              | 0,4%                                              |

Banja · Begoentsi · Bogdan · Christo Danovo · Dabene · Domljan · Gorni Domljan · Iganovo · Kalofer · Karavelovo · Karlovo · Karnare · Kliment · Klisoera · Koertovo · Marino Pole · Moskovets · Mratsjenik · Pevtsite · Prolom · Rozino · Slatina · Sokolitsa · Stoletovo · Vasil Levski · Vedrare · Vojnjagovo